# 小田急3100形電車
小田急3100形電車（おだきゅう3100がたでんしゃ）は、1963年から2000年まで小田急電鉄（小田急）が運用していた特急用車両（ロマンスカー）である。
小田急では、編成表記の際には「新宿寄り先頭車両の車両番号（新宿方の車号）×両数」という表記を使用しているため、本項もそれに倣い、特定の編成を表記する際には「3181×11」のように表記する。また、3000形 (初代)は「SE車」、本形式3100形は「NSE車」、7000形は「LSE車」、30000形は「EXE車」、小田急箱根鉄道線箱根湯本駅へ乗り入れる特急列車については「箱根特急」と表記する。

## 概要
箱根方面への特急ロマンスカーの輸送力増強のために登場した特急車両で、小田急の特急車両では初めて前面展望席を設けた車両である。"New Super Express"（略して「NSE」）という愛称が設定され、1964年には鉄道友の会よりブルーリボン賞を授与された。
1983年以降に車両更新が行なわれたが、1996年以降は淘汰が進められ、1999年7月にはイベント用車両「ゆめ70」に改装された1編成を除いて廃車となり、「ゆめ70」も2000年4月に廃車された。

## 登場の経緯
1957年に箱根特急にSE車が登場して以来、特急ロマンスカーの利用者は増加を続けており、週末にはSE車を全てフル稼働してもなお輸送力不足の状態となっていた。1959年以降は特急より安価に設定した料金を徴収する準特急を2300形・2320形によって運行していたが、小田急の社内では特急車のさらなる増備を求める声が上がるようになった。1960年9月には箱根ロープウェイの全通によって「箱根ゴールデンコース」が形成され、さらに箱根への観光客は増加した。
このため、1964年に東京オリンピックの開催を控えていることもあって、特急ロマンスカーの輸送力増強案が検討されることになった。この時、
- SE車をそのまま増備する
- SE車の中間車を製造して編成を増強する
- 新形車両を製造する

という三つの案があった。最終的には、「特急車両は企業の看板であり、斬新さと華やかさで乗客に夢を与えるものでないといけない」という考え方により、新形車両を製造することになった。
当初は3両連接車や5両連接車を製造し、これを複数連結したうえで1つの編成とするという案もあった。この案に関連して、客室面積の減少や編成としての美観に問題があるため、運転台を着脱式にしたり、連接台車を中間で分割するという奇抜な案まで出ていたが、艤装や連結装置などに問題があるため採用はされなかった。輸送力増強策としては一つの固定編成の方が優れていると考えられたことから、最終的には10両連接車とする案が提示され、折りしも大野工場の建設が進められていたことから、逆に工場施設を10両連接車に合わせることになった。車両の設計についても10両連接車として開始されたが、軸重制限の関係から11両連接車に変更された。編成長については、1964年から急行の8両編成化が予定されていたことから、それに相当する編成長140mで製造されることになった。
また、SE車は登場当時こそ従来の車両から飛躍した性能や形態を有する車両であったが、その後他の鉄道事業者でも斬新かつ豪華な新形特急車両を登場させており、軽量化に徹したSE車は営業部門からは「やや貧弱」ともみられていた。このため、新形車両ではSE車で実績を得た低重心・連接構造は踏襲しながら、「安全」「経済」「デラックス」「魅力」「快適」「高速」という6項目を設計のスローガンとした。こうして登場したのがNSE車である。

## 車両概説
本節では、登場当時の仕様を基本として、増備途上での変更点を個別に記述する。更新による変更については沿革で後述する。
NSE車は11両連接の固定編成で、形式は先頭車が制御電動車、中間車は電動車で、形式はいずれもデハ3100形である。編成については、巻末の編成表を参照のこと。なお、6両連接車としての運用も可能で、この場合は1・2・3・4・5・11号車の6両か、1・7・8・9・10・11号車の6両のいずれかとなるが、この場合は両側とも付随台車となる車両が出現する。

### 車体
先頭車は車体長16,235mm・全長16,465mm、中間車は車体長12,000mm・全長12,400mmで、車体幅はSE車の2,800mmから2,900mmに拡大された。車体は側板・屋根板はそれぞれ1.6mm・1.2mmの厚さの耐蝕鋼板を、先頭部の腰板は厚さ2.3mmの耐蝕鋼板を採用した。車体断面は下部を半径2,500mmの緩いカーブで絞り込み、側面上部を4度の傾斜角で内傾させた形状とした。低重心化のため、SE車と同様に車体中央部を低床構造としたが、SE車で設けられていた側面下の短い台枠下部覆い（スカート）については、艤装や保守面で不利となることから不採用となった。
先頭部の形状は運転室を2階に上げ、最前部まで客室とした前面展望構造の流線形とした。これは、1700形製造の頃には既に存在していた構想で、その後も特急車両の設計が行なわれるたびに検討されたがこれまで実現に至らず、NSE車で初採用となったものである。この構造は、乗客に眺望を楽しんでもらうという意図の他に、輸送力増強策の一つでもあるとされている。先頭の形状は、優美であると同時に力強さも感じられ、乗車意欲を十分掻き立てる魅力がある車両とすることを目指した。前面窓は当時製造が可能な最大寸法のものが採用され、窓柱も細くして極力眺望を妨げないようにした。衝突事故対策として、正面腰部分には最大吸収エネルギー46t/mの油圧緩衝器が設置され、この突き当て座を前照灯および尾灯と一体化させたデザインとした。愛称表示器は五角形のアクリル板を交換する電照式が採用された。これら前頭部形状については、模型や原寸大のモックアップを作成した上で、検討が重ねられた上で形状が決定された。また、1961年10月には、信号機の見通しに問題がないかどうかを確認するため、デキ1011に仮設運転室を設けて信号機見通し試験を行なっている。
先頭のスカートの内側には、異常時に使用する格納式連結器、警笛、電子警報器（補助警報音を発する装置）が装備されている。標識灯は運転席窓下に設けられた。
側面客用扉は各車両とも1箇所であるが、SE車と同様に手動式の内開き戸である。側面窓の配置は、SE車では700mm四方の一段上昇窓であったが、NSE車では幅1,600mm×高さ750mmの固定窓を、窓柱の幅を340mmとして配置した。ガラスは厚さ5mmの熱線吸収ガラスが採用されている。中間車の車端部の窓については幅を630mmとした。先頭車の連結面側車端部には500mm幅の乗務員扉を配置した。
車両間の貫通路は1,200mm幅の広幅となっているが、通路は下部が絞り込まれた形状となっており、床面での貫通路幅は770mmとなっている。SE車では貫通扉はまったく設置されていなかったが、NSE車ではトイレ・洗面所の両側に片開きの自動扉を設けた。それ以外の箇所はSE車と同様に開放的な雰囲気を出すことをねらい、貫通扉は設置されていない。連結面間の幌はSE車と同様に内幌と外幌の2重構造とした。
塗装デザインはSE車と同様、宮永岳彦のデザインによるオレンジバーミリオン■・ホワイト□・グレー■の3色であるが、塗り分けを一部変更した上で、腰板部分に白線を入れることでスピード感を強調した。

### 内装
| 車内（1983年以降の更新後のため登場当時とは異なる） |  | 展望席（1983年以降の更新後のため登場当時とは異なる）左上のシャッターが運転席の出入口 |
| 車内（1983年以降の更新後のため登場当時とは異なる） |  | 展望席（1983年以降の更新後のため登場当時とは異なる）左上のシャッターが運転席の出入口 |

室内の配色については、編成が長くなったことに伴って単調になるのを避けるため、4号車・8号車に設置したトイレ・洗面所を境に、客室内の色調を変化をつけることとした。天井板の色調は1・2・3・9・10・11号車がライトブルーでそれ以外の車両がライラックとし、窓のカーテンは1・2・3・9・10・11号車が納戸色（グリニッシュグレー）でそれ以外の車両が金茶色とした。座席のモケットは1・2・3号車が金茶色、9・10・11号車が赤紫色、それ以外の車両が灰青色である。全車両とも側壁はブロンドウォールナット（淡い木目調）、妻壁はブラックウォールナット（濃い木目調）の化粧板とし、床の色は座席下が灰茶色で通路部分は青色とした。
天井は展望席を除いて面照明方式を採用した。天井の通路上部分が650mm幅で光るもので、これはソフトな照明効果を意図したものである。設計には内蔵されている蛍光灯が見えないように、また明るすぎないように配慮した。荷物棚はステンレス製の角型パイプとポリカーボネートの組み合わせとした。展望席の照明はサークラインとした。
座席は回転式クロスシートを採用、シートピッチ970mmで配置した。座席の回転方法はSE車が座席下のペダルを踏み込んでから回転させる方式であったのに対して、背摺りを後から押し込む方式に変更した。窓の下には各座席ごとに引き出して使用する折畳みテーブルを設置した。

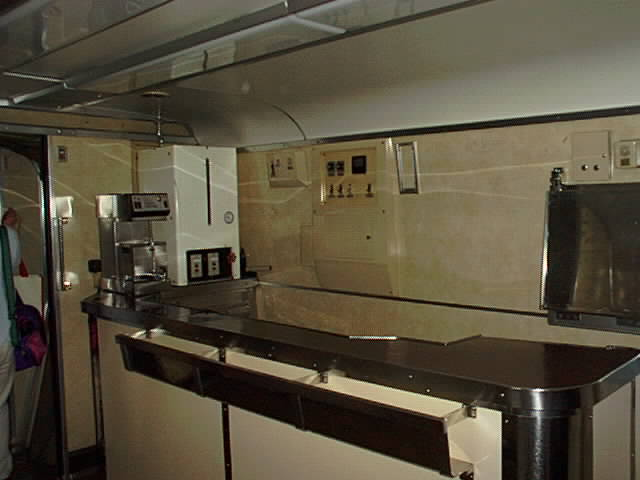
喫茶カウンター（1983年以降の更新後のため登場当時とは異なる）

3号車の新宿側車端部と9号車の小田原側車端部には喫茶カウンター（売店）を設置したが、SE車と比べて面積を拡大し、客室との間は樹脂製の模様板で仕切った。喫茶カウンター（売店）の端部構造は1966年以降の増備車で一部変更されている。4号車の新宿側車端部と8号車の小田原側車端部には男女共用和式トイレ・男子小用トイレ・化粧室を配置した。また、2320形で試験的に採用されていた貯溜式汚物タンク方式を本格採用した。

### 主要機器
小田急では「新宿と小田原を60分で結ぶ」という目標を設定していたが、1960年代に入ってからSE車による高速試験を行なった結果、小田急線内での速度向上においては、優れた曲線通過性能と、上り勾配での速度を保つ必要があると判断された。そこで小田急では、1961年と1962年に車体傾斜制御の試験を行なった。しかし、「自然振り子車」は問題が多く、また当時の技術では曲線進入の検知が困難であったため、実用化は見送られた。しかし、これらの試験の成果の一部はNSE車の設計に反映されている。
主電動機については、1トンあたりの出力を大きくとった上で中・高速域での加速性能を極力高くし、曲線速度制限の多い区間で効率的な走行を可能とすることをねらって、出力110kW（端子電圧375V・定格回転数2,250rpm・最弱界磁率35%）の直流直巻電動機である東洋電機製造のTDK-807-A形を採用した。駆動装置は中空軸平行カルダン駆動方式（撓み板継手方式）で、歯数比は75:19=3.95とした。これにより、上り25パーミル勾配での均衡速度は115km/hとなり、SE車の上り25パーミル勾配均衡速度90km/hと比較すると大幅に向上した。また、平坦線均衡速度は170km/hとなった。
制御装置はSE車に引き続き東京芝浦電気（東芝）製となり、発電・抑速制動付電動カム軸式抵抗制御装置であるMM-15A形を採用し、1編成で2台搭載した。SE車では制御器1台で4基の電動機の制御を行っていた（1C4M）が、NSE車では制御器1台で8基の電動機の制御を行う方式（1C8M）となり、主回路接続は、4基の電動機を全て直列に接続したものを1回路として、これを2回路並列させた（4S2P）ものとした。通常は2回路並列接続で抵抗制御と界磁制御を行い、低速運転時には2回路を直列に接続（8S1P）できるようにした。また、制御装置が1台故障した際には、1台で16基の電動機の制御を行う（1C16M）ことも可能とした。
制動装置（ブレーキ）については、SE車と同様の電空併用のHSC-D形電磁直通ブレーキが採用されたが、NSE車では電気制動を最大限に使用し、ブレーキハンドルの角度が浅いうちは付随台車の空気制動が動作しない仕様とした。また、空車走行時に発生するスキッドを防止し、また乗車率に関わらず減速度を一定させるため、応荷重装置を設けた。主抵抗器は自然通風式とした。基礎制動装置はシングル式（片押し式）とした。

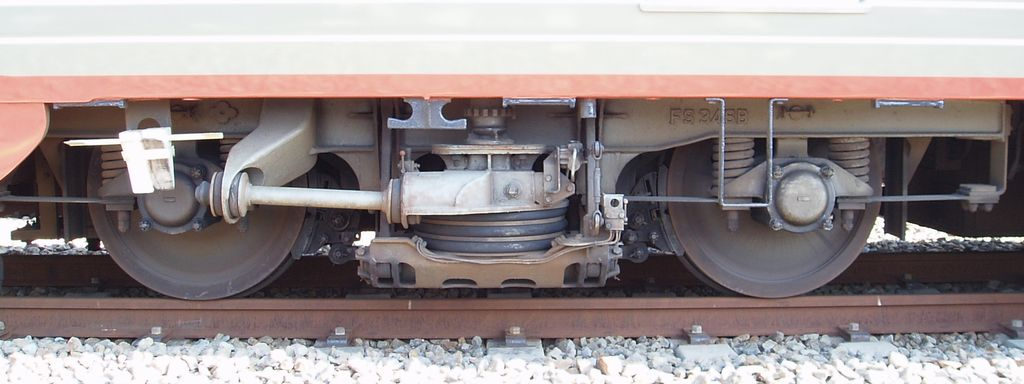
先頭電動台車 FS346B

台車は、連接電動台車が車輪径860mmのFS346A、先頭電動台車が車輪径860mmのFS346B、連接付随台車が車輪径762mmのFS46である。これらの台車はいずれも住友金属工業製のミンデンドイツ式空気ばね台車であるが、小田急ではミンデンドイツ式台車・空気ばね台車とも初の本格採用となった。曲線通過時の遠心力による車体外傾を抑制するためにアンチローリング装置を設置したが、これは前述の車体傾斜制御試験の成果が反映されたものである。編成中での台車の配置については編成表を参照。
空調装置については、低重心化のため床下にヒートポンプ式冷暖房装置を設置することになり、9,000kcal/hの能力を有する三菱電機製CHU-40形を1両あたり2台搭載したほか、列車両端の展望室には4,500kcal/hの能力を有する三菱電機製CHU-20形を1台搭載した。空調装置からの送風は、窓下のダクトを通して、各座席のテーブル付近に設けられた吹出口に送られる。1966年の増備車からは、ヒートポンプ式の空調装置の採用をとりやめ、能力は同等ながら冷房専用の装置に変更した。採用された冷房装置は三菱電機製CU-22形、展望室専用の冷房装置は三菱電機製CU-21形である。これと同時に、吹出口の向きも一部変更された。座席下の暖房器は1966年の増備車から能力を増強した。
集電装置（パンタグラフ）は、2号車・7号車の屋根上新宿側車端部と、5号車・10号車の屋根上小田原側車端部に設置した。補助電源装置は、出力60kVAのCLG-326A型電動発電機（MG）を1・2・10・11号車に搭載した。電動空気圧縮機（CP）についてはロータリー式のAR-1形を1・4・8・11号車に搭載した。電動空気圧縮機については、1966年の増備車からはAR-2形に変更された。
| 運転台 |  | 運転台 |
| 運転台 |  |        |

運転士が乗務する乗務員室（運転室）は2階に上げた構造とした。座席定員制の特急車両であり、箱根特急では途中での乗務員交替がないので、運転席への出入り口として運転席下にシャッターを設置、運転士が昇降する際にはアルミニウム合金製の梯子を使用し、梯子を使用しないときは運転室内と客室に設けた梯子掛けに収納することとした。車掌が乗務する乗務員室（車掌室）は先頭車の連結面寄りの片隅に設け、中間車からの前方視界を妨げないようにした。なお、工場の構内における入れ替え運転用に、客室最前部のキセ内に簡易運転装置が組み込まれ、ブレーキハンドル1本で力行と制動の両方の操作が出来るようにしたが、1966年の増備車以降はこの簡易運転台は廃止されている。補助警報音については、SE車ではエンドレステープであったものを、NSE車ではトランジスタ発振器に変更した。スピーカーは前面スカート内に収納された。

## 沿革

### 運行開始
1963年1月から2月にかけて2編成が入線し、同年3月14日には試運転中に130km/hの速度を記録したが、これは当時の小田急線内での最高速度記録である。同年3月16日から運用を開始したが、折りしも前年の1962年には小田急百貨店が営業を開始しており、1963年の夏には宣伝として、NSE車を使用した箱根特急の車内で水着ショーが開催され、話題を提供した。さらに2編成が増備され、SE車とNSE車はともに4編成ずつとなった。この年の11月ダイヤ改正からは、箱根特急は完全30分ヘッドによる運行となり、同時に新宿から小田原までの所要時間は62分にまでスピードアップされた。翌1964年には鉄道友の会よりブルーリボン賞を授与された。この年の2月から3月にかけて、わずかな期間ながら6両連接で営業運転を行なっている。
しかし、低重心化のために採用した床下ヒートポンプ式空調装置は、塵埃によるフィルターの目詰まりと、振動によるガス漏れによるトラブルが続いた。この時点では、屋根上に冷房装置を搭載する方式は塵埃・振動のいずれの面からも条件が良いことが判明していなかったため、この後に通勤車両の冷房化を行なう際には、1968年から3年間の実用テストを行なっている。
その後、1966年から1967年3月までに3編成が増備され、箱根特急は検査時以外はNSE車だけで運用できるようになった。1966年には展望室の簡易運転台撤去と列車無線設置が行なわれた。さらに、1968年にはOM-ATSと信号炎管の追設が行なわれた。
NSE車の製造数が7編成となったのは、当時目標として設定されていた「新宿と小田原を60分」での運行となった場合、1編成が折り返し時間を含めて1往復するのに要する時間を180分と考え、30分間隔で運行した場合は6編成あれば足りることから、検査入場時の予備車を考慮して全部で7編成必要、という計算であった。しかし、通勤輸送の需要予測の誤りと、それに伴う新宿駅の再度の大改良工事などの影響で、1972年には2度のダイヤ改正が行なわれたが、これ以後特急の所要時間は新宿から小田原まで最速でも69分にスピードダウンを余儀なくされた。この後しばらくは特急車両の新造はなかった。

### 改装・更新

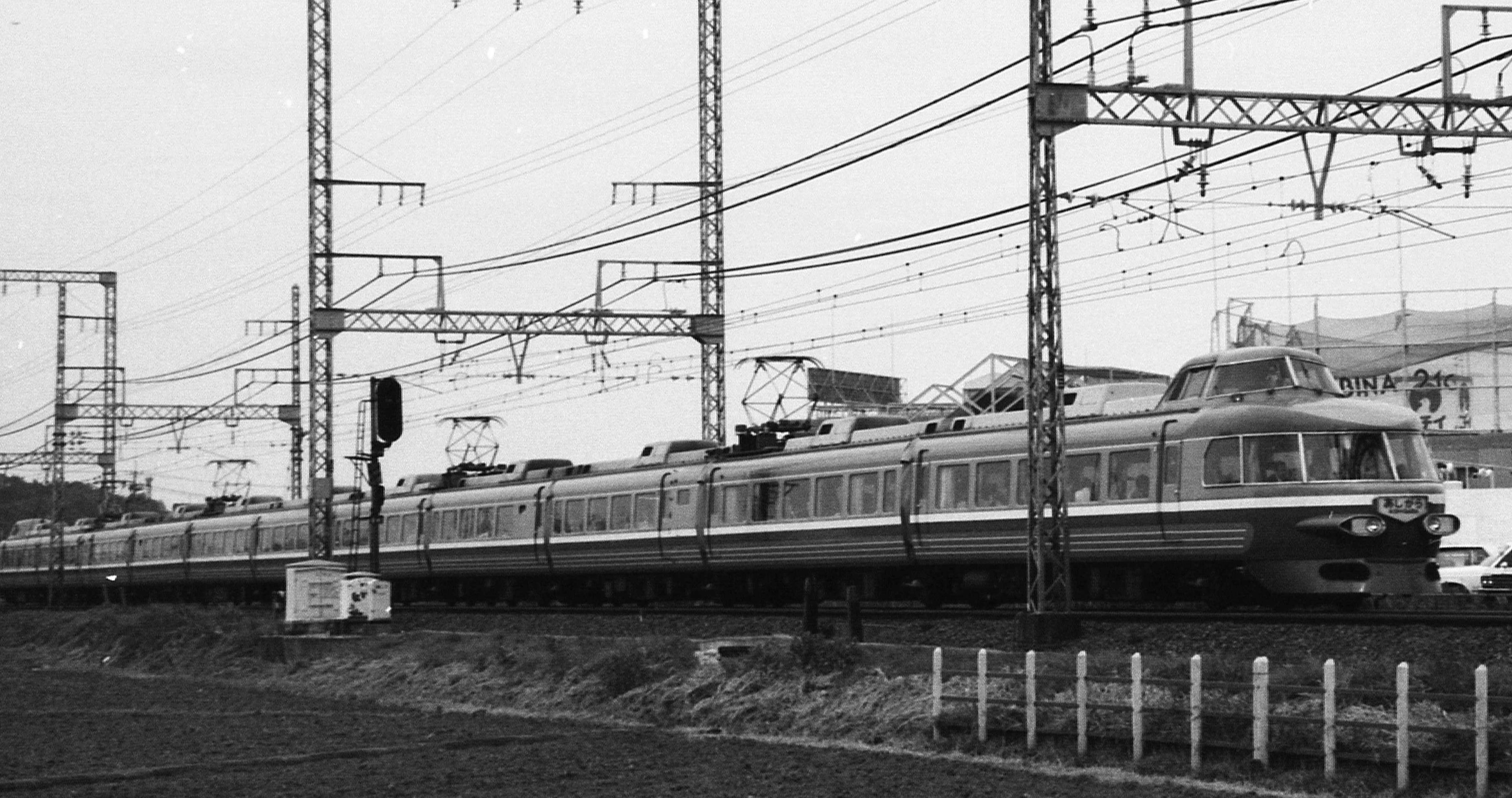
冷房装置増設後のNSE車
1985年5月

1977年から1978年にかけて冷房能力向上のため、冷房装置の増設が行なわれた。床下への追設はスペース上無理だったので、冷房能力10,500kcal/hの三菱電機製CU-193形を各車両の屋根上に1台ずつ増設した。冷房装置のダクトは天井の面照明の両脇に設けた。また、補助電源装置も増設することになり、6号車床下に出力75kVAのCLG-355形電動発電機（MG）を設置した。この冷房機増設によって、低重心はいくらか損なわれた。また、車内のイメージチェンジのため、1977年から1980年にかけて車内改装が行なわれた。それまで編成の中で3種類の色調があったものを編成全体で統一するもので、座席表地はワインレッド1色となり、天井・カーテンの色も統一された。また、客室内通路にブルーグリーンのカーペットを敷いた。また、走行中に扉が開かないようにするための電動ロック装置を、1978年から1983年にかけて全編成に設置した。
1983年より床下機器の更新が開始された。主要機器の経年劣化に対応するもので、主制御器をMM-15AからMM-56Aに交換、電動空気圧縮機はレシプロ式低騒音タイプのC-2000Lに変更した上で、搭載車両を1号車・3号車・11号車とした。また、OM-ATS装置についても論理部にカスタムLSIを使用しデジタル化された新形の機器に交換した。3101×11・3141×11・3161×11・3221×11の4編成については大野工場でこれらの更新が行なわれたが、残る3編成については後述の車体修理時に同時施工となった。

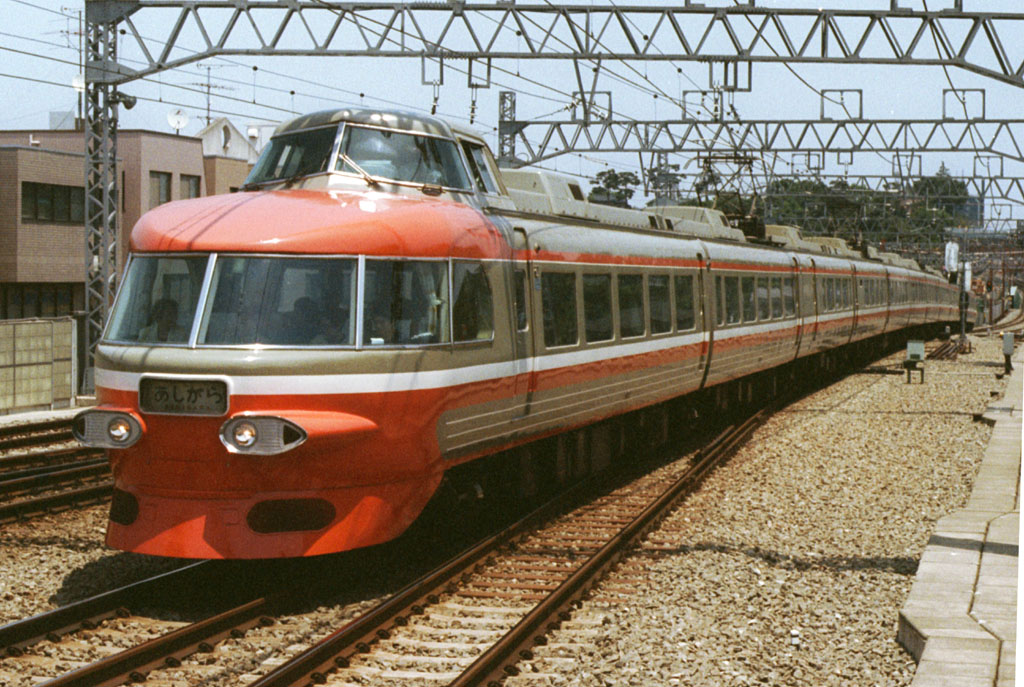
更新後のNSE車
1999年6月

1980年にLSE車が登場し、1983年までにLSE車は4編成が製造されたが、これによって特急車両の運用に余裕ができたことから、1984年から1988年にかけて日本車輌製造豊川製作所でNSE車の車体修理が開始された。外観上の変化は、正面の愛称表示器がアクリル板交換式から電動字幕式に変更され形状もホームベース形から長方形となり、連接部の外幌をLSE車と同様のウレタン芯形とした点である。内装については、座席表地をLSE車に準じたオレンジとイエローのツートーンとしたほか、化粧板は木目調から皮絞り模様に変更した。ただし、側窓下の化粧板とテーブルについては、木目調に変更されている。天井は面照明方式から蛍光灯を2列長手方向に並べる配置に変更され、冷風吹き出し口も長手方向のライン式に変更された。また、側面窓ガラスを強化複層ガラスに、運転席のガラスを防曇ガラスに変更した。また、売店の面積を拡大したため、3号車と9号車は定員が36名から32名に減少した。この他、客室内仕切扉の増設が行なわれている。なお、座席の表地については、1987年の竣工車からはダークレッドに変更されている。

### 淘汰
| 「ゆめ70」に改装された3161×111998年7月  |  | 「ゆめ70」に改装された3161×111998年7月 |
| 「ゆめ70」に改装された3161×11 1998年7月 |  |                                        |

EXE車が登場した1996年6月に3121×11の編成から廃車が開始されたが、翌1997年には3161×11の編成がイベント車両「ゆめ70」として改装された。これは小田急の開業70周年を記念して、話題性と新しいサービスの提供をねらったもので、その次の定期検査までの期限付きであった。「ゆめ70」の外観はホワイトをベースにレッドとダークブルーを配したもので、人の形や「ゆめ70」の文字が入れられていた。また、レッドとダークブルーは編成の中央を境にパターンを逆転させている。内装については宇宙空間をコンセプトとしたデザインに変更され、室内の腰板と幕板はダークブルー系メタリックとし、座席のモケットはダークブルーに黄と青をちりばめたデザインとした。また、先頭車は展望席以外の座席を全て撤去したうえでソファーを配置したラウンジスペースとした。展望席については従来の座席のままであるが、出入台寄りの座席を1脚撤去し、荷物置き場を設置した。「ゆめ70」は団体専用列車や臨時列車などに運用された。

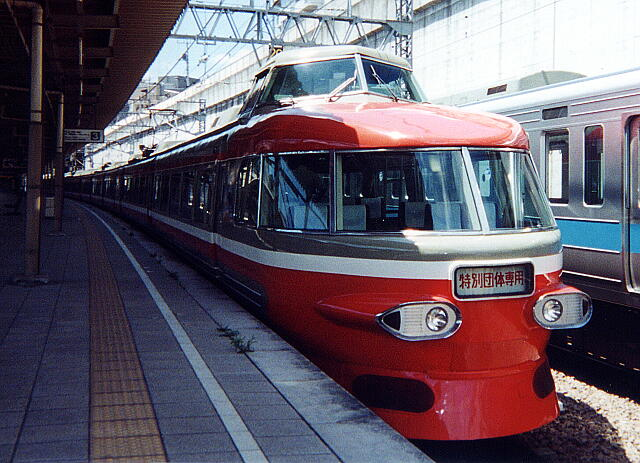
NSE車さよなら運転
1999年

その後も、「ゆめ70」以外の編成はEXE車に置き換えられる形で順次運用から外れて廃車された。1999年7月のダイヤ改正を前に、NSE車の運用終了と廃車が決定したため、これにあわせて小田急は、メモリアルロマンスカードをはじめとして、3,100個限定の腕時計、3,100個限定のプラレールなどを発売した。運用終了に際し、1987年頃にはほとんど鳴らす機会はなくなっていた補助警報音が鳴らされるとともに、車体には、「The last running Odakyu RomanceCar 3100形」と表記されたロゴも貼付された。運用終了を直前にした、同年7月11日には、事前招待制の「さよなら走行会」が、相模大野駅 - 唐木田駅間で運転された。同年7月16日、「あしがら80号」の運行をもって、NSE車の定期運用は終了した。この列車は、本来は小田原駅→新宿駅間のみの運行であったが、箱根湯本駅にてセレモニーを開催する関係から、この日に限り箱根湯本駅始発とされた。また、箱根湯本駅での式典において、箱根町長より感謝状が授与された。
1999年7月16日限りで「ゆめ70」以外のNSE車が全て運用から外れた後も、「ゆめ70」はしばらく残された。しかし、1999年7月17日のダイヤ改正から通常の特急は乗降扱い時に全ての扉を自動扱いすることになったため、全ての扉が手動の「ゆめ70」は団体列車以外に運用されることはほとんどなくなった。「ゆめ70」は、定期検査切れ直前の2000年4月23日に「さよなら運転」を行った上で廃車となり、後に解体された。

### 年表
- 1963年（昭和38年）
  - 1月24日 3100形の車両設計認可[23]。
  - 3月13日 - 15日 3100形NSE展示会実施[58]。
  - 3月16日 第2編成（3121×11）運用開始[58]。
  - 3月21日 第1編成（3101×11）運用開始[58]。
  - 9月 第3・4編成（3141×11・3161×11）運用開始[58]。
- 1964年（昭和39年）
  - 2月17日 - 21日・24日 - 28日・3月2日 - 6日 6両編成で運行される[58]。
  - 7月10日 1964年鉄道友の会ブルーリボン賞授賞式が行なわれる[58]。
- 1966年（昭和41年）
  - 3月 第5・6編成（3181×11・3201×11）運用開始[58]。
- 1967年（昭和42年）
  - 3月 第7編成 (3221×11) 運用開始[58]。
- 1979年（昭和54年）3月1日 扉の電動式鍵の使用開始。
- 1984年（昭和59年）12月6日 第2編成（3121×11）の車体修繕工事竣工[5]。
- 1985年（昭和60年）7月26日 第5編成（3181×11）の車体修繕工事竣工[5]。
- 1986年（昭和61年）
  - 2月8日 第6編成（3201×11）の車体修繕工事竣工[5]。
  - 10月6日 第7編成（3221×11）の車体修繕工事竣工[5]。
- 1987年（昭和62年）
  - 3月25日 第3編成（3141×11）の車体修繕工事竣工[5]。
  - 7月1日 1 - 3号車を禁煙車とする。
  - 11月1日 第1編成（3101×11）の車体修繕工事竣工[5]。
- 1988年（昭和63年） 第4編成（3161×11）の車体修繕工事竣工。
- 1993年（平成5年）3月28日 鉄道友の会30周年記念行事として、小田急多摩センター駅4番ホームに展示される。同時に、京王多摩センター駅1番線に、京王帝都電鉄（現・京王電鉄）の5000系が展示され、両社の名車が並んで展示された[注 7]。
- 1996年（平成8年）6月30日 第2編成（3121×11）廃車[59]。
- 1997年（平成9年）
  - 小田原線70周年を記念し、第4編成（3161×11）を改造した「ゆめ70」が登場。
  - 6月30日 第3編成（3141×11）廃車[59]。
  - 9月30日 第1編成（3101×11）廃車[59]。
- 1999年（平成11年）
  - 5月12日 第6編成（3201×11）廃車[59]。
  - 7月16日 定期列車から退くにあたり、新宿駅・箱根湯本駅にて記念式典挙行[55][60]。
  - 7月17日 第5・7編成（3181×11・3221×11）廃車[61]。
- 2000年（平成12年）
  - 4月23日 「ゆめ70さよなら運転」実施[14]。
  - 4月26日 第4編成（3161×11）「ゆめ70」廃車[62]。

## 保存・譲渡
| ロマンスカーミュージアムにて保存されている第7編成 |  | 開成駅前第2公園にて保存された3181号車 |
| ロマンスカーミュージアムにて保存されている第7編成 |  | 開成駅前第2公園にて保存された3181号車 |

小田急では、小田急ロマンスカー初の展望席設置車両として、第7編成（3221×11）を6両編成に短縮の上、喜多見検車区にて静態保存していたが、2017年10月18日、複々線が2018年3月に完成することによるダイヤ改正で計画中の通勤時間帯に増発する列車の収容や、緊急時における車両の収容場所の確保のために、中間車両3両の解体を同年10月19日より随時行うことが発表され、残る3両（先頭車2両・中間車1両）は2021年4月19日にオープンした神奈川県海老名市めぐみ町にあるロマンスカーミュージアムで保存展示された。
3221号車に関しては、ホームベース形の愛称表示器に復元されている。
また、開成駅東口にある開成駅前第2公園には3181号車が保存され、公募で決定した「ロンちゃん」の愛称が付けられているほか、特定日に車内を一般公開している。他に東京都新宿区三栄町にある新宿歴史博物館には、NSE車のロマンスシートおよび扉、運転席が保存されている。

車両自体が他の鉄道会社へ譲渡された例はないが、冷房装置が高松琴平電気鉄道600形電車に転用されたほか、座席が一畑電気鉄道（当時）5000系電車で使用されている。

## 編成表
下記編成図は登場当時のものである。
凡例Mc …制御電動車、M …電動車、CON…制御装置、MG…電動発電機、CP…電動空気圧縮機、PT…集電装置
乗 …乗務員室、展 …展望席、喫…喫茶コーナー、WC…トイレ・化粧室
|          | ← 小田原新宿 → |          |          |          |          |          |          |          |          |          |          |          |          |          |          |          |          |          |          |          |          |          |          |          |          |          |          |          |          |          |          |          |          |
| 号車     | 1              | 1        | 1        | 2        | 2        | 2        | 3        | 3        | 3        | 4        | 4        | 4        | 5        | 5        | 5        | 6        | 6        | 6        | 7        | 7        | 7        | 8        | 8        | 8        | 9        | 9        | 9        | 10       | 10       | 10       | 11       | 11       | 11       |
| 形式     | デハ3100       | デハ3100 | デハ3100 | デハ3100 | デハ3100 | デハ3100 | デハ3100 | デハ3100 | デハ3100 | デハ3100 | デハ3100 | デハ3100 | デハ3100 | デハ3100 | デハ3100 | デハ3100 | デハ3100 | デハ3100 | デハ3100 | デハ3100 | デハ3100 | デハ3100 | デハ3100 | デハ3100 | デハ3100 | デハ3100 | デハ3100 | デハ3100 | デハ3100 | デハ3100 | デハ3100 | デハ3100 | デハ3100 |
| 区分     | M11c           | M11c     | M11c     | M10      | M10      | M10      | M9       | M9       | M9       | M8       | M8       | M8       | M7       | M7       | M7       | M6       | M6       | M6       | M5       | M5       | M5       | M4       | M4       | M4       | M3       | M3       | M3       | M2       | M2       | M2       | M1c      | M1c      | M1c      |
| 車両番号 | 3111           | 3111     | 3111     | 3110     | 3110     | 3110     | 3109     | 3109     | 3109     | 3108     | 3108     | 3108     | 3107     | 3107     | 3107     | 3106     | 3106     | 3106     | 3105     | 3105     | 3105     | 3104     | 3104     | 3104     | 3103     | 3103     | 3103     | 3102     | 3102     | 3102     | 3101     | 3101     | 3101     |
| 車両番号 | 3131           | 3131     | 3131     | 3130     | 3130     | 3130     | 3129     | 3129     | 3129     | 3128     | 3128     | 3128     | 3127     | 3127     | 3127     | 3126     | 3126     | 3126     | 3125     | 3125     | 3125     | 3124     | 3124     | 3124     | 3123     | 3123     | 3123     | 3122     | 3122     | 3122     | 3121     | 3121     | 3121     |
| 車両番号 | 3151           | 3151     | 3151     | 3150     | 3150     | 3150     | 3149     | 3149     | 3149     | 3148     | 3148     | 3148     | 3147     | 3147     | 3147     | 3146     | 3146     | 3146     | 3145     | 3145     | 3145     | 3144     | 3144     | 3144     | 3143     | 3143     | 3143     | 3142     | 3142     | 3142     | 3141     | 3141     | 3141     |
| 車両番号 | 3171           | 3171     | 3171     | 3170     | 3170     | 3170     | 3169     | 3169     | 3169     | 3168     | 3168     | 3168     | 3167     | 3167     | 3167     | 3166     | 3166     | 3166     | 3165     | 3165     | 3165     | 3164     | 3164     | 3164     | 3163     | 3163     | 3163     | 3162     | 3162     | 3162     | 3161     | 3161     | 3161     |
| 車両番号 | 3191           | 3191     | 3191     | 3190     | 3190     | 3190     | 3189     | 3189     | 3189     | 3188     | 3188     | 3188     | 3187     | 3187     | 3187     | 3186     | 3186     | 3186     | 3185     | 3185     | 3185     | 3184     | 3184     | 3184     | 3183     | 3183     | 3183     | 3182     | 3182     | 3182     | 3181     | 3181     | 3181     |
| 車両番号 | 3211           | 3211     | 3211     | 3210     | 3210     | 3210     | 3209     | 3209     | 3209     | 3208     | 3208     | 3208     | 3207     | 3207     | 3207     | 3206     | 3206     | 3206     | 3205     | 3205     | 3205     | 3204     | 3204     | 3204     | 3203     | 3203     | 3203     | 3202     | 3202     | 3202     | 3201     | 3201     | 3201     |
| 車両番号 | 3231           | 3231     | 3231     | 3230     | 3230     | 3230     | 3229     | 3229     | 3229     | 3228     | 3228     | 3228     | 3227     | 3227     | 3227     | 3226     | 3226     | 3226     | 3225     | 3225     | 3225     | 3224     | 3224     | 3224     | 3223     | 3223     | 3223     | 3222     | 3222     | 3222     | 3221     | 3221     | 3221     |
| 搭載機器 | MG,CP          | MG,CP    | MG,CP    | MG,PT    | MG,PT    | MG,PT    |          |          |          | CP,PT    | CP,PT    | CP,PT    | CON      | CON      | CON      |          |          |          | CON      | CON      | CON      | CP,PT    | CP,PT    | CP,PT    |          |          |          | MG,PT    | MG,PT    | MG,PT    | MG,CP    | MG,CP    | MG,CP    |
| 台車形式 | FS346B         |          | FS46     | FS46     |          | FS346A   | FS346A   |          | FS346A   | FS346A   |          | FS46     | FS46     |          | FS346A   | FS346A   |          | FS346A   | FS346A   |          | FS46     | FS46     |          | FS346A   | FS346A   |          | FS346A   | FS346A   |          | FS46     | FS46     |          | FS346B   |
| 自重     | 28.4t          | 28.4t    | 28.4t    | 18.83t   | 18.83t   | 18.83t   | 18.41t   | 18.41t   | 18.41t   | 17.93t   | 17.93t   | 17.93t   | 18.83t   | 18.83t   | 18.83t   | 17.76t   | 17.76t   | 17.76t   | 18.83t   | 18.83t   | 18.83t   | 17.93t   | 17.93t   | 17.93t   | 18.41t   | 18.41t   | 18.41t   | 18.83t   | 18.83t   | 18.83t   | 28.4t    | 28.4t    | 28.4t    |
| 車内設備 | 乗、展         | 乗、展   | 乗、展   |          |          |          | 喫       | 喫       | 喫       | WC       | WC       | WC       |          |          |          |          |          |          |          |          |          | WC       | WC       | WC       | 喫       | 喫       | 喫       |          |          |          | 乗、展   | 乗、展   | 乗、展   |
| 定員     | 50             | 50       | 50       | 44       | 44       | 44       | 36       | 36       | 36       | 36       | 36       | 36       | 44       | 44       | 44       | 44       | 44       | 44       | 44       | 44       | 44       | 36       | 36       | 36       | 36       | 36       | 36       | 44       | 44       | 44       | 50       | 50       | 50       |

## その他
『ウルトラQ』
円谷プロ制作による1966年放送の特撮テレビドラマ。本形式の模型を使用した列車が、第10話「地底超特急西へ」で普通に登場するほか、第28話「あけてくれ！」では現実世界からの逃避を願う人々を理想の世界へ空中を飛行しながら連れていく列車として登場する。